# Atwater (Minnesota)
Atwater – miasto w Stanach Zjednoczonych, w stanie Minnesota, w hrabstwie Kandiyohi.